# 勝本郵便局
勝本郵便局（かつもとゆうびんきょく）は長崎県壱岐市にある郵便局。民営化前の分類では集配特定郵便局であった。

## 概要
住所：〒811-5599 長崎県壱岐市勝本町勝本浦345

## 沿革
- 1875年（明治8年）1月1日 - 勝本郵便局（五等）を設置（初代局長：小金丸　仙三郎）[1][2]。
- 1890年（明治23年）8月16日 - 為替・貯金取扱を開始[2]。
- 1897年（明治30年）3月21日 - 勝本郵便電信局となる[2]。
- 1903年（明治36年）4月1日 - 通信官署官制の施行に伴い勝本郵便局となる[2]。
- 1991年（平成3年）3月17日 - 湯本郵便局から集配業務の一部[3]を移管。
- 2007年（平成19年）10月1日 - 民営化に伴い、併設された郵便事業新福岡支店勝本集配センターに一部業務を移管。
- 2012年（平成24年）10月1日 - 日本郵便株式会社発足に伴い、郵便事業新福岡支店勝本集配センターを勝本郵便局に統合。

## 取扱内容
- 郵便、印紙、ゆうパック、内容証明
- 貯金、為替、振替、振込、国際送金、国債
- 生命保険、バイク自賠責保険
- 宝くじの販売
- ゆうちょ銀行ATM
- 壱岐市内の郵便番号が811-55--の地域（勝本町全域）の集配業務

## 周辺
- 壱岐市立勝本幼稚園
- 壱岐市立勝本小学校
- 壱岐市勝本地区公民館
- 聖母宮

## アクセス
- 芦辺港フェリーターミナルビルから北西へ約9.5km
- 郷ノ浦港フェリーターミナルビルから北へ約14.7km
- 壱岐交通バス 「勝本」「正村公民館」停留所下車
- 駐車場あり: 3台